# Lesbòtemis
Lesbòtemis (grec antic: Λεσβόθεμις, llatí: Lesbothemis) fou un escultor de l'antiga Grècia probablement nadiu de Lesbos, l'època del qual no pot ser determinada, però probablement almenys del segle v aC o anterior.
És l'únic escultor destacat que va donar Lesbos. Va fer una estàtua d'una de les muses portant una lira de forma antiga, que era a Mitilene i fou esmentada per Euforió de Calcis.